# The Hydro Cruisers
The Hydro Cruisers The Hydro Cruisers is een Nederlands studententeam dat ieder jaar meedoet aan de Shell Eco-Marathon in de Urban-Concept Klasse. Het Hydro Cruisers team is opgericht in 2006 door studenten van De Haagse Hogeschool.
The Hydro Cruisers zijn opgericht met de missie om een substanciële bijdrage te leveren aan stads mobiliteit in de toekomst.
The HydroCruisers zijn flink aan het uitbreiden in 2012, dit doen ze door studenten van verschillende academies aan het team toe te voegen. Naast het professionele technische team staat nu ook een volledig professioneel marketing team klaar om The Hydro Cruisers te promoten. 
Discovery heeft in 2011 zelfs een documentaire gewijd aan de The HydroCruisers. Deze documentaire was te zien op 9 en 10 oktober 2011.

## De Shell Eco-marathon
De Shell Eco-marathon is een Europese wedstrijd die elk jaar wordt gehouden. In 2010 vindt de race plaats van 4 tot en met 7 mei op de Euro Speedway in de Duitse plaats Lausitz. Aan de race doen 214 Europese teams mee, waarvan 9 Nederlandse teams, bestaande uit studenten en scholieren. Hierbij is de bedoeling zo veel mogelijk kilometers rijden op de energie van 1 liter benzine.

## Prestaties
The HydroCruisers hebben de afgelopen jaren de volgende prestaties afgeleverd in de Shell Eco-marathon, waaronder een wereldrecord.
- Urban-concept-klasse 2007 – Eerste plaats
- Communication-award 2007 – Tweede plaats
- Urban-concept-klasse 2008 – Eerste plaats
- Urban-concept-klasse 2008 – Nieuw wereldrecord
- Urban-concept-klasse 2009 – Tweede plaats
- Urban-concept-klasse 2010 – Eerste plaats
- Urban-concept-klasse 2011 – Eerste plaats

## Sharky 2
Het tweede voertuig van The Hydro Cruisers, Sharky 2, is gebruikt in 2008 en 2009. Het voertuig is uitgerust met een brandstofcel en rijdt op waterstof. Enkele feiten over de Sharky:
NaamSharky 2.6
RaceklasseUrbanConcept
BrandstofWaterstof (Air Products)
Afmetingen : 3,20m (L) x 1,30m (B) x 1,30m (H)
Gewicht<95 kg (excl. coureur)
FrameGeperforeerd aluminium spaceframe voor maximale gewichtsreductie
Carrosserie
Aerodynamisch ontwerp
Luchtweerstandscoëfficiënt:  0,18  met een frontaal oppervlakte: < 1 m²
Carbonfiber body: 0,55 mm dik (Brands & Radius Design)
Versterkt door sandwich constructie
VelgenZelfontwikkelde koolstofvezel velgen van 16 inch
Banden4 stuks, Michelin Eco-tires 95-80-16 op 6 bar voor minimale rolweerstand
BrandstofcelBallard Nexa Power module, getuned door brandstof engineer Maudy Mulder. Waterstof geleverd door Air Products
ElektromotorBorstelloze DC-servomotor met intelligent motorcontoller. Speciaal ontwikkeld en geleverd door Groschopp B.V. Efficiëntie: 80%
Snelheid30 km/u gemiddeld gereden
TelemetrieDatalogging met draadloze overdracht van gegevens (AVE-nl). Gegevens realtime uitleesbaar op laptops in de pitstraat.